# Trofeo Matteotti 2020
La 73.ª edición de la clásica ciclista Trofeo Matteotti fue una carrera en Italia que se celebró el 29 de agosto de 2020 con inicio y final en la ciudad de Pescara sobre un recorrido de 195 kilómetros.
La carrera hizo parte del UCI Europe Tour 2020, calendario ciclístico de los Circuitos Continentales UCI, dentro de la categoría 1.1 y fue ganada por el italiano Valerio Conti del UAE Emirates. Completaron el podio, como segundo y tercer clasificado respectivamente, el español Diego Rubio del Burgos-BH y el también italiano Daniel Savini del Bardiani-CSF-Faizanè.

## Equipos participantes
Tomaron parte en la carrera 23 equipos: 4 de categoría UCI WorldTeam, 10 de categoría UCI ProTeam y 9 de categoría Continental. Formaron así un pelotón de 141 ciclistas de los que acabaron 67. Los equipos participantes fueron:
| WorldTeams (4)- Bahrain McLaren - NTT Pro Cycling - Trek-Segafredo - UAE Team Emirates ProTeams (10)- Androni Giocattoli-Sidermec - Bardiani CSF Faizanè - Vini Zabù-KTM - Gazprom-RusVelo - Nippo Delko One Provence - Rally Cycling - Caja Rural-Seguros RGA - Circus-Wanty Gobert - Burgos-BH - Bingoal-Wallonie Bruxelles Equipos continentales (9)- Beltrami TSA-Marchiol - Sangemini-Trevigiani-MG.Kvis - Work Service Dynatek Vega - General Store Essegibi F.lli Curia - Team Colpack-Ballan - Giotti Victoria-Palomar - Colombia Tierra de Atletas-GW Bicicletas - Amore & Vita-Prodir - D'Amico UM Tools |
| |

## Clasificación final
- Las clasificaciones finalizaron de la siguiente forma:[3]

| \| Clasificación general \| Clasificación general \| Clasificación general \| Clasificación general \| Clasificación general \| \| Ciclista \| Ciclista \| Equipo \| Tiempo \| \| \| --------------------- \| ------------------------- \| -------------------------- \| --------------------- \| --------------------- \| \| 1.º \| Valerio Conti \| UAE Team Emirates \| 4 h 58 min 07 s \| \| \| 2.º \| Diego Rubio \| Burgos-BH \| + 1 s \| \| \| 3.º \| Daniel Savini \| Bardiani CSF Faizanè \| + 4 s \| \| \| 4.º \| Simone Velasco \| Gazprom-RusVelo \| + 13 s \| \| \| 5.º \| Vincenzo Albanese \| Bardiani CSF Faizanè \| + 13 s \| \| \| 6.º \| Arjen Livyns \| Bingoal-Wallonie Bruxelles \| + 13 s \| \| \| 7.º \| Mauro Finetto \| Nippo-Delko One Provence \| + 13 s \| \| \| 8.º \| Paolo Totò \| Work Service-Dynatek-Vega \| + 13 s \| \| \| 9.º \| Jan Bakelants \| Circus-Wanty Gobert \| + 13 s \| \| \| 10.º \| Gonzalo Serrano Rodríguez \| Caja Rural-Seguros RGA \| + 13 s \| \| |                           |                            |                 |
| |                           |                            |                 |
| Fuente: ProCyclingStats |                           |                            |                 |
| Clasificación general |                           |                            |                 |
| Ciclista | Ciclista                  | Equipo                     | Tiempo          |
| 1.º | Valerio Conti             | UAE Team Emirates          | 4 h 58 min 07 s |
| 2.º | Diego Rubio               | Burgos-BH                  | + 1 s           |
| 3.º | Daniel Savini             | Bardiani CSF Faizanè       | + 4 s           |
| 4.º | Simone Velasco            | Gazprom-RusVelo            | + 13 s          |
| 5.º | Vincenzo Albanese         | Bardiani CSF Faizanè       | + 13 s          |
| 6.º | Arjen Livyns              | Bingoal-Wallonie Bruxelles | + 13 s          |
| 7.º | Mauro Finetto             | Nippo-Delko One Provence   | + 13 s          |
| 8.º | Paolo Totò                | Work Service-Dynatek-Vega  | + 13 s          |
| 9.º | Jan Bakelants             | Circus-Wanty Gobert        | + 13 s          |
| 10.º | Gonzalo Serrano Rodríguez | Caja Rural-Seguros RGA     | + 13 s          |

## UCI World Ranking
El Trofeo Matteotti otorgó puntos para el UCI World Ranking para corredores de los equipos en las categorías UCI WorldTeam, UCI ProTeam y Continental. Las siguientes tablas son el baremo de puntuación y los 10 corredores que obtuvieron más puntos:
| Posición   | 1.º | 2.º | 3.º | 4.º | 5.º | 6.º | 7.º | 8.º | 9.º | 10.º | 11.º | 12.º | 13.º-15.º | 16.º-25.º |
| Puntuación | 125 | 85  | 70  | 60  | 50  | 40  | 35  | 30  | 25  | 20   | 15   | 10   | 5         | 3         |

| Clasificación |                   |                           |        |
| Posición      | Ciclista          | Equipo                    | Puntos |
| ------------- | ----------------- | ------------------------- | ------ |
| 1.º           | Valerio Conti     | UAE Emirates              | 125    |
| 2.º           | Diego Rubio       | Burgos-BH                 | 85     |
| 3.º           | Daniel Savini     | Bardiani-CSF-Faizanè      | 70     |
| 4.º           | Simone Velasco    | Gazprom-RusVelo           | 60     |
| 5.º           | Vincenzo Albanese | Bardiani-CSF-Faizanè      | 50     |
| 6.º           | Arjen Livyns      | Bingoal-WB                | 40     |
| 7.º           | Mauro Finetto     | NIPPO DELKO One Provence  | 35     |
| 8.º           | Paolo Totò        | Work Service Dynatek Vega | 30     |
| 9.º           | Jan Bakelants     | Circus-Wanty Gobert       | 25     |
| 10.º          | Gonzalo Serrano   | Caja Rural-Seguros RGA    | 20     |